# Sukeban Deka (película de 1987)
Sukeban Deka The Movie (スケバン刑事)?) es una película de 1987, siendo una adaptación en imagen real del manga homónimo escrito por Shinji Wada. Protagonizada por Yoko Minamino y Yui Asaka, quienes también aparecieron el la serie de televisión basada en el manga. En 1988 fue estrenada su secuela, Sukeban Deka, Kazama San Shimai no Gyakushu.

## Sinopsis
Saki Asamiya (por medio de la hermana de uno de los estudiantes), descubre un grupo de terroristas que les está lavando el cerebro a los estudiantes de una escuela privada que se encuentra ubicada en una isla. Preocupada por la situación, decide volver en acción, al lado de sus compañeras y de su arma "YO YO-Saki", quienes intentarán derrocar la fortaleza.

## Reparto
| Actor             | Personaje                                        |
| ----------------- | ------------------------------------------------ |
| Yoko Minamino     | Yōko Godai / Saki Asamiya II / Sukeban Deka II   |
| Yui Asaka         | Yui Kazama / Saki Asamiya III / Sukeban Deka III |
| Haruko Sagara     | Kyōko Nakamura / "Okyō"                          |
| Akie Yoshizawa    | Yukino Yajima                                    |
| Ayako Kobayashi   | Megumi Katō                                      |
| Masatō Ibu        | Hattori                                          |
| Keizō Kanie       | Nishiwaki                                        |
| Goro Kataoka      | Kagenuma                                         |
| Shinobu Sakagami  | Kazuo Hagiwara                                   |
| Katsumi Muramatsu | Sr. Kōsaka                                       |
| Tetta Sugimoto    | Kikuo Katō                                       |
| Yayoi Tanaka      | Yuri Shirai                                      |
| Hiroyuki Nagato   | Inspector oscuro                                 |
| Taketoshi Naito   | La mente maestra                                 |
| Shinji Wada       | Vendedor de yo-yo                                |
| Yuka Onishi       | Yuka Kazama                                      |
| Yuma Nakamura     | Yuma Kazama                                      |